# Скво-Лейк (Міннесота)
Скво-Лейк (англ. Squaw Lake) — місто (англ. city) в США, в окрузі Ітаска штату Міннесота. Населення — 98 осіб (2020).

## Географія
Скво-Лейк розташоване за координатами 47°37′13″ пн. ш. 94°8′15″ зх. д. / 47.62028° пн. ш. 94.13750° зх. д. (47.620345, -94.137463).  За даними Бюро перепису населення США в 2010 році місто мало площу 2,16 км², з яких 2,07 км² — суходіл та 0,08 км² — водойми.

## Демографія
Згідно з переписом 2010 року, у місті мешкало 107 осіб у 39 домогосподарствах у складі 26 родин. Густота населення становила 50 осіб/км².  Було 63 помешкання (29/км²).
Расовий склад населення:
| - 51,4 % — корінних американців - 46,7 % — білих - 0,9 % — азіатів |

До двох чи більше рас належало 0,9 %. Частка іспаномовних становила 0,0 % від усіх жителів.
За віковим діапазоном населення розподілялося таким чином: 29,9 % — особи молодші 18 років, 54,2 % — особи у віці 18—64 років, 15,9 % — особи у віці 65 років та старші. Медіана віку мешканця становила 35,9 року. На 100 осіб жіночої статі у місті припадало 101,9 чоловіків;  на 100 жінок у віці від 18 років та старших — 87,5 чоловіків також старших 18 років.
Середній дохід на одне домашнє господарство  становив 60 187 доларів США (медіана — 30 625), а середній дохід на одну сім'ю — 79 372 долари (медіана — 40 625). За межею бідності перебувало 28,2 % осіб, у тому числі 40,0 % дітей у віці до 18 років та 22,2 % осіб у віці 65 років та старших.
Цивільне працевлаштоване населення становило 43 особи. Основні галузі зайнятості: мистецтво, розваги та відпочинок — 32,6 %, освіта, охорона здоров'я та соціальна допомога — 23,3 %, роздрібна торгівля — 9,3 %, будівництво — 9,3 %.